# ويلسون دي فريتاس
ويلسون دي فريتاس (بالبرتغالية: Wilson de Freitas‏) هو مجدف برازيلي، ولد في 8 أكتوبر 1910، وتوفي في 25 مارس 1945 في ايتابيميريم دي كاتشويرو في البرازيل.

## وصلات خارجية
- ويلسون دي فريتاس على موقع الاتحاد الدولي للتجديف (الإنجليزية)
- ويلسون دي فريتاس على موقع أوليمبيديا (الإنجليزية)